# Почвено плодородие
Почвеното плодородие е способността на почвата да обезпечи растенията с хранителни вещества, вода, въздух и топлина, необходими за растежа, развитието и продуктивността им.

## Видове почвено плодородие
Различава се два вида почвено плодородие: потенциално (естествено) и ефективно. Потенциалното плодородие се определя от общите запаси в почвата на хранителни вещества, влага и други условия за живота на растенията. Ефективното (или актуално, икономическо) плодородие представлява възможността за използването на елементите на плодородието на растенията през дадена година и зависи преди всичко от провежданите комплексни агротехнически мероприятия. При голям потенциал на почвено плодородие ефективността може да бъде малка, и обратно, при прилагането на агротехнически мероприятия и при слабо плодородни почви може да се постигне значително почвено плодородие. Ефективното почвено плодородие включва динамичните свойства на почвите, способността за бързото им изменяне под влияние на природните условия и прилагането на агротехнически мероприятия.

## Фактори за почвено плодородие
Най-важните фактори за почвеното плодородие са: съдържанието на необходимите за растенията хранителни вещества и тяхната форма; наличието на достъпна за растенията влага и нивото на нейната устойчивост; добрата аерация на почвата е важно условие за развитието на кореновата система; жизнената дейност на микроорганизмите, обезпечаващи разлагането на органичните и натрупването на хранителни вещества във форма, удобна за усвояването им от растенията; механичния състав, структурното състояние и строежа на почвата; съдържанието та токсични вещества и тяхната реакция върху растенията и др. Сумата от тези свойства определа нивото на културното състояние на почвата. Всичките елементи, оказващи влияние върху плодородието на почвата са взаимосвързани.
Освен посочените по-горе фактори плодородието на почвите зависи и от физикогеографските фактори за почвообразуване: климата, почвообразуващите скали, естествената и културна растителност, релефа, но най-голямо значение за почвеното плодородие има характера на използването на почвите. Главните прийоми за регулиране на запасите от хранителни вещества в почвата са използването на минерални и органични торове. Съществено значение има и въвеждането в сеитбооборота на бобови култури и подобряването на условията за жизнената дейност на азотобактериите и други микроорганизми, усвояващи азота от атмосферата.

## Начини за повишаване на почвеното пълноводие
Важно условие за плодородието на почвите е отсъствието на излишно количество лесно разтворими соли, предимно хлориди и натриеви сулфати и отчасти магнезий, калций и други катиони. За отстраняване на излишните соли се прилага промиване на почвата, а за предотвратяване на натрупването им – правилен поливен режим, дренаж и др. Плодородието на почвите силно се понижава при наличието в тях на вредни химически съединения (железни съединения, алуминиеви съединения), натрупващи се предимно в условията на постоянно преовлажняване. Регулирането на запасите от влага в почвата се постига с помощта на агротехнически и хидротехнически мероприятия (разораване, снегозадържане, пролетно брануване, междуредово обработване на посевите, напояване, осушаване и др.). С най-високо и ефективно почвено плодородие се характеризират почвите, които заедно с достатъчното количество влага имат и добра аерация. Ниското плодородие често зависи от наличието на патогенни организми. Отстраняването на тези организми чрез химически (стерилизация, внасяне на фунгициди, нематоциди и др.) и агротехнически средства (сеитбооборот, допълнителна обработка) рязко повишават ефективността на плодородието на почвите. При правилното използване на почвите тяхното плодородие не само не се понижава, но постоянно се увеличава.